# ロメル・ルカク
ロメル・メナマ・ルカク・ボリンゴリ（Romelu Menama Lukaku Bolingoli, 1993年5月13日 - ）は、ベルギー・アントウェルペン出身のサッカー選手。SSCナポリ所属。ベルギー代表。ポジションはFW（CF）。同国代表の最多得点記録保持者。

## クラブ経歴

### 初期
5歳のころ、地元ベルギーのチームであるルペル・ボームFCでサッカーを始めた。そこで4年を過ごした後、リールセSKのスカウトに才能を見出され、2004年から2006年の間同クラブでプレーし、68試合で121ゴールを決める活躍をした。2006年、リールセSKがベルギー2部リーグに降格するのと同時期に、RSCアンデルレヒトに移籍した。

### アンデルレヒト
2009年にトップチームに昇格し、5月24日にジュピラーリーグのプレーオフでスタンダール・リエージュ戦に途中出場しデビューした。2009年12月17日、ヨーロッパリーグのアヤックス・アムステルダム戦で2ゴールを挙げる活躍をした。UEFA主催の大会では、ニイ・ランプティ、ニクラス・ベルクロートに次ぐ史上3番目に若い16歳218日でゴールを記録した。
このシーズン25試合で15ゴールを挙げ、ジュピラーリーグ2009-10の得点王になった。また16歳10か月での得点王はジュピラーリーグ史上最年少である。

### チェルシー
2011年8月18日、念願だったチェルシーFCへの移籍が5年契約で決定した。背番号は18番。8月27日のノリッジ・シティFC戦にフェルナンド・トーレスとの交代で途中出場し、プレミアリーグデビューを果たした。移籍当初はカップ戦で起用されることが多かったものの、2012年5月13日にプレミアリーグのブラックバーン・ローヴァーズFC戦で初先発。この試合で、ジョン・テリーのゴールをアシストし、試合のMVPに輝いた。しかし、その後はこれといった活躍はなく、出場機会には恵まれなかった。その後、ルカクは当時のチェルシー指揮官であるアンドレ・ビラス・ボアスとの不仲を暴露し、絶対に許すことはないとビラス・ボアスに対する怒りを語っている。

### ウェスト・ブロムウィッチ
当初、フラムFCがローン移籍での獲得を画策していたが、2012年8月10日、ウェスト・ブロムウィッチ・アルビオンFCにレンタル移籍。8月18日のリヴァプールFCとの開幕戦でリーグ戦初ゴールを記録した。11月24日、70分にシェーン・ロングと交代すると、ペナルティーキックでのゴールとマーク・アントニーへのアシストで二得点に絡み、サウサンプトンFCの本拠地セント・メリーズ・スタジアムで4-2の勝利をおさめた。この勝利は、1980年以来のリーグ1位の位置でのウェストブロム初めての4連勝であると判明した。2月11日、リヴァプール戦で途中交代し、彼の10番目のプレミアリーグゴールを得点した。このシーズンは飛躍を遂げ、プレミアリーグ35試合に出場し、17ゴールを挙げた。最終節のマンチェスター・ユナイテッドFC戦ではハットトリックを決め、チームを5-5のドローに導いた。この試合が、アレックス・ファーガソンの1500番目の試合であり、また、ファーガソンの監督歴の中で最も多い得点での引き分けとなった。このシーズン、プレミアリーグで17ゴールという記録でゴールランキングの6番目となった。また、チェルシーから放出されたにも関わらず、2012-13シーズンのチェルシーのどの選手よりもゴール数が多かった。その後、レンタルバックでチェルシーに戻り、UEFAスーパーカップでチェルシーFCの一員としてFCバイエルン・ミュンヘンと戦った。また、23歳以下を対象としたPFA年間最優秀若手選手賞にノミネートされた。

### エヴァートン
2013年9月2日、エヴァートンFCにレンタル移籍。2014年7月30日、エヴァートンFCに5年契約で完全移籍した。背番号は10番で、移籍金はクラブ史上最高額の2800万ポンド。2014年8月10日、完全移籍後初の得点を記録した。また、そのシーズンの初めてのマージーサイド・ダービーにおいて2得点を決め、後に「これまでのサッカー人生の中で一番いい経験だ」と語った。2016-17シーズン、2016年9月12日のサンダーランド戦でハットトリックを達成した。2017年3月のプレミアリーグ最優秀選手に選ばれた。2017年4月21日までにリーグ戦24ゴールを記録した活躍が認められて、プレミアリーグの年間ベスト11に選出された。2016-17シーズンは25ゴールを決め、得点王争いで2位となった。またファン選出の2016-17シーズンプレミアリーグベストイレブンに選出された。

### マンチェスター・ユナイテッド
2017年7月8日、マンチェスター・ユナイテッドFCはルカクの移籍に関し、エヴァートンFCと合意したことを発表。7月10日、マンチェスター・ユナイテッドFCと5年契約（1年の契約延長オプション付き）を結んだことが発表された。8月13日、ウェストハム・ユナイテッドFCとの開幕戦で2得点を決めて勝利に貢献した。3月31日、ユナイテッドはプレミアリーグ第32節でスウォンジーをホームに迎え、先発出場したルカクは前半5分、FWアレクシス・サンチェスの横パスを左足でゴール左上に突き刺し、24歳322日でプレミア通算100ゴールを達成。この記録を達成したのは、ルカクで28人目となり、ベルギー人では初のこと。さらにプレミア史上5番目の若さだった。在籍2年間で公式戦96試合42得点13アシストというスタッツだけ見れば立派だが格上相手だと活躍できない勝負弱さを露呈、低調なパフォーマンスで度々批判を受けた。

### インテル・ミラノ
2019年8月8日、インテルナツィオナーレ・ミラノへの完全移籍を発表。契約期間は2024年までの5年間契約。報道によれば移籍金は最大8000万ユーロとされており、インテル史上最高額の移籍金となる。背番号は9番。開幕戦となったUSレッチェ戦で早くもゴールを決めると、第2節のカリアリ・カルチョ戦では決勝ゴールを決め、第4節のミラノダービーでもゴールを挙げ、第11節のボローニャ戦で決勝点を含む2ゴールを挙げた。2020年8月11日、UEFAヨーロッパリーグ・準々決勝では欧州リーグ史上初となる9試合連続ゴールをきめて勝利に貢献した。決勝のセビージャ戦でPKによるゴールを決めて、連続得点記録を11試合とすると共に、インテルの歴史上これまでロナウドが保持していた年間最多ゴール数である34ゴールに並んだ。しかし相手GKとの1対1を外したこともあり、チームは2-3と敗れた。
2020-21シーズンのリーグでは20ゴール以上を挙げてチームを牽引、またリーグ2位となる11アシストを決めチームに貢献、約11シーズン振りとなるリーグ優勝をもたらし、同シーズンのセリエAMVPに選出された。

### チェルシー復帰
2021年8月12日、チェルシーFCに復帰し、5年契約を結んだことが発表された。背番号は9番。移籍金はチェルシー史上最高額となる9750万ポンドと報じられた。8月22日、アーセナルFCとの試合で復帰後初出場を果たし、いきなりゴールを決める活躍をした。FIFAクラブワールドカップでは準決勝、決勝でそれぞれ1ゴールを決めて優勝に貢献したが、2022年2月19日のリーグ戦第26節クリスタル・パレスFC戦ではフル出場でボールタッチがわずか7回とリーグ新記録を樹立した。その後は不振でインテルへの復帰を希望しているとのではないかとの報道も出た。FAカップ決勝のリヴァプール戦で先発起用されたが、活躍できないまま途中交代、チームもPK戦の末の破れた。結局2021-22シーズンのリーグ戦は8ゴールに留まった。

### インテル・ミラノ復帰
2022年6月29日、レンタルでインテル・ミラノへの復帰が決定した。背番号は90番。8月13日に行われたセリエA開幕戦のレッチェ戦でスタメン出場を果たすと、開始2分で先制ゴールを記録した。8月28日のトレーニングで左太ももを負傷し、長期離脱を強いられた。10月26日に行われたCL、グループステージ第5節のヴィクトリア・プルゼニ戦でメンバー入りを果たし、およそ2カ月ぶりの復帰を果たした。ホアキン・コレアとのワンツーから左足でゴールネットを揺らし、インテルの決勝トーナメント進出に貢献した。しかし再度負傷しW杯の出場が危ぶまれた。復帰後、不振が続きレンタル元のチェルシーへの返却が噂された。2023年2月22日、チャンピオンズリーグ決勝トーナメント1回戦、FCポルト戦の1stレグで決勝点となるゴールを決め、チャンピオンズリーグにおけるベルギー人選手の通算ゴール数としてはポール・ヴァン・ヒムストと並んで最多タイとなった。4月4日、コッパ・イタリア準決勝のユヴェントス戦1stレグでは、ユヴェントスのサポーターより猿の鳴き真似による差別と人種差別的なチャントを浴びせられており、後半アディショナルタイムにPKで同点ゴールを挙げた際にはゴール裏のサポーターに対して、指を口に当て「黙れ」というジェスチャーで抗議したものの、それに対して2枚目のイエローカードが提示され退場処分となった。インテルは出場停止処分の撤回を求め、FIGCは当初は却下したものの、FIGCの会長がジェスチャーが人種差別に反対する声明であると判断し、処分が撤回された。シーズン終了後、レンタル契約が満了しチェルシーに復帰する形になったが、インテル残留を希望しインテル側も再獲得を目指してチェルシーと交渉を行っていることが報じられた。しかし、ユヴェントスからもオファーを受けると翻意しユヴェントスへの移籍に関心を示したため、インテルは興味を失い交渉が中止されたと報じられた。その後、ユヴェントスとチェルシーの間で交渉も停滞したことが報じられた。さらにインテルのライバルであるACミランとも代理人の接触があったと報じられている。

### ASローマ
2023年8月31日、ASローマにレンタル移籍した。監督のジョゼ・モウリーニョからはマンチェスター・ユナイテッド時代に続いて再び指導を受ける事となった。9月1日、ACミラン戦に途中出場し、移籍後初出場を果たした。9月17日、エンポリFCで移籍後初ゴールを挙げた。9月21日、UEFAヨーロッパリーグのFCシェリフ・ティラスポリ戦で勝ち越しゴールを挙げて勝利に貢献した。9月24日、トリノFC戦で公式戦3試合連続となるゴールを挙げたが、チームは1-1で引き分けた。10月8日、カリアリ戦では2ゴールを挙げて勝利に貢献した。

### SSCナポリ
2024年8月29日、SSCナポリに完全移籍が発表された。

## 代表経歴

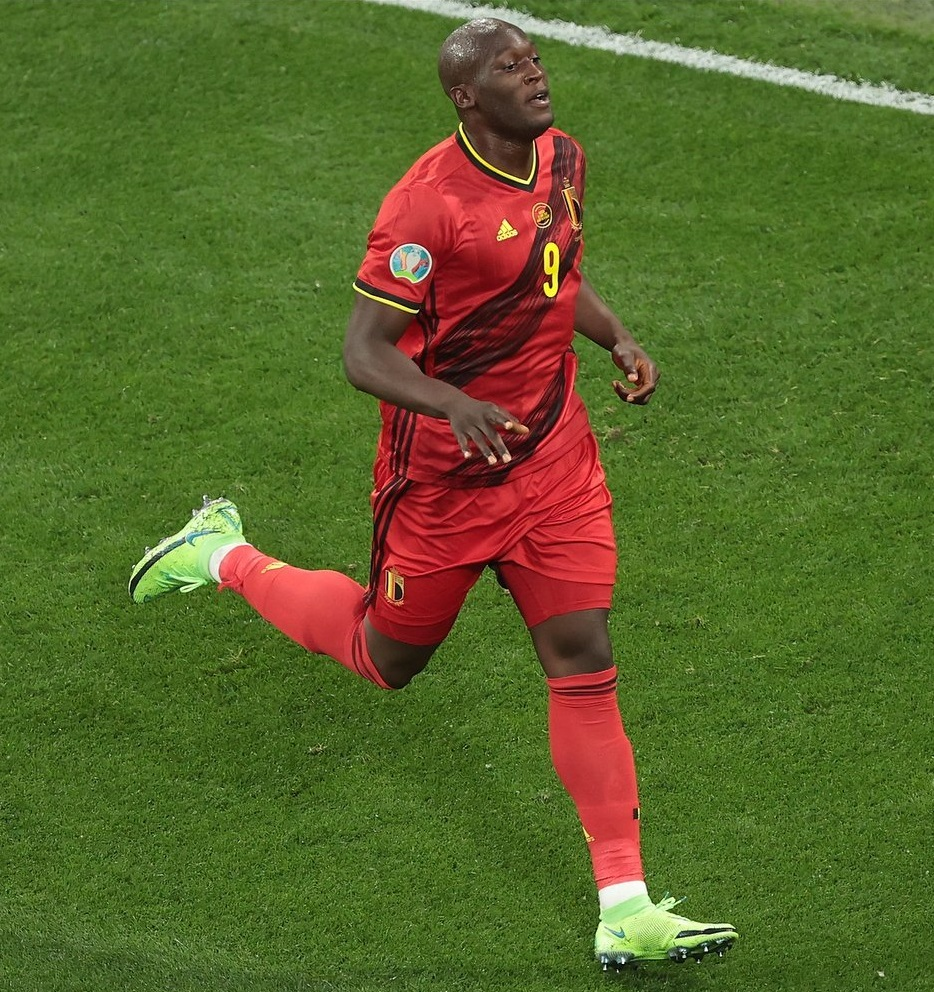
UEFA EURO 2020でのルカク (2021年)

2010年3月3日、クロアチア代表との親善試合でA代表デビュー。11月17日のロシア代表との親善試合でルカクはA代表初得点を含む2得点を挙げた。2013年10月11日のワールドカップ予選、クロアチア戦では2得点を挙げ、ベルギーのワールドカップ出場決定に貢献。
2014年5月に、FIFAワールドカップのベルギー代表メンバーに選ばれた。5月26日、プレ・トーナメント親善試合のルクセンブルク戦で、ルカク自身初の代表チームでのハットトリックを達成。しかしこの試合でベルギーは、規定された交代枠6を超える7人の交代を実施したため無効試合となり、公式的な記録とはならなかった。2017年8月31日のワールドカップ予選ジブラルタル戦で公式戦初めてのハットトリックを達成した。
2018 FIFAワールドカップのグループリーグ初戦パナマ戦では2ゴール、2戦目のチュニジア戦でも2ゴールを決め、ベルギーのグループリーグ突破に貢献した。ワールドカップにおける2試合連続の2ゴールはマラドーナ以来の記録となった。
EURO2020予選、サンマリノ戦でベルギー史上初の代表通算50ゴール達成した。EURO2020、グループリーグ初戦のロシア戦では2ゴールを決めて勝利に貢献、1ゴール目を挙げた際にはカメラに向かい、インテルのチームメートで試合中に倒れこみ意識を失ったエリクセンを激励する言葉を投げかけた。第3戦のフィンランド戦でも1ゴールを挙げ、準々決勝のイタリア戦でもペナルティーキックでゴールを決めたが1-2で敗れた。
2022 FIFAワールドカップにも出場。しかし、出場した2試合で多くの決定機を外し、1ゴールも決めることができずベルギー代表もグループステージで敗退した。
UEFA EURO 2024のベルギー代表に選ばれた、グループE第1節スロバキア代表戦にて、2度のゴールを取り消しにされるなどVAR判定に苦しめられ初戦を黒星で終えた。
6月22日にグループステージ第2節が各地で行われ、グループEではベルギー代表とルーマニア代表が対戦。ケヴィン・デ・ブライネのスルーパスにルカクが抜け出して左足でゴール左へ流し込んだが、オフサイドで得点は取り消しとなっていた。ゴール無効はルカクにとって今大会通算3度目となり、2試合で3ゴールが認められていないことに。『Squawka』によると、ルカクはこの他にも大会最多枠内シュート（5本）、最多決定機逃（4回）、シュート数2位（8本）という数字を記録しているという。試合は2-0でベルギーが勝利し、大会初白星を手にしている。
ベルギー代表は7月1日に行われたラウンド16でフランスに敗れ2022 FIFAワールドカップに続いて1ゴールも決められずに大会を去った。
2023-24シーズン、欧州予選では8試合出場で14得点1アシストを記録した。

## 人物
- ベルギー北部に位置する市アントウェルペンに生まれる。コンゴ民主共和国にルーツを持つ。相手ディフェンダーをものともしない強靭なフィジカルと突破のスピード、爆発的なシュート力を併せ持ち、ディディエ・ドログバ2世として注目を集める[66]。
- 父ロジェ・ルカク（英語版）、弟ジョルダン・ルカク、従兄弟のボリ・ボリンゴリ＝ムボンボ[67]もサッカー選手である。
- 熱狂的なチェルシーFCファンとして知られていたが[68]、2011年8月にチェルシーFCと契約を結び、晴れて憧れのチームの一員となった。
- Romeluの名前の由来は、父のRoger Memama Lukakuの各々の文頭2文字を繋げたものである[69]。

## 個人成績
| クラブ                       | シーズン | リーグ         | リーグ戦 | リーグ戦 | カップ戦 | カップ戦 | リーグ杯 | リーグ杯 | 国際大会 | 国際大会 | その他 | その他 | 合計 | 合計 |
| クラブ                       | シーズン | リーグ         | 出場     | 得点     | 出場     | 得点     | 出場     | 得点     | 出場     | 得点     | 出場   | 得点   | 出場 | 得点 |
| ---------------------------- | -------- | -------------- | -------- | -------- | -------- | -------- | -------- | -------- | -------- | -------- | ------ | ------ | ---- | ---- |
| アンデルレヒト               | 2008-09  | ジュピラー     | 1        | 0        | 0        | 0        | -        | -        | 0        | 0        | 0      | 0      | 1    | 0    |
| アンデルレヒト               | 2009-10  | ジュピラー     | 33       | 15       | 1        | 0        | -        | -        | 11       | 4        | 0      | 0      | 45   | 19   |
| アンデルレヒト               | 2010-11  | ジュピラー     | 37       | 16       | 2        | 0        | -        | -        | 11       | 4        | 0      | 0      | 50   | 20   |
| アンデルレヒト               | 2011-12  | ジュピラー     | 2        | 2        | -        | -        | -        | -        | -        | -        | 0      | 0      | 2    | 2    |
| アンデルレヒト               | 通算     | 通算           | 73       | 33       | 3        | 0        | -        | -        | 22       | 8        | 0      | 0      | 98   | 41   |
| チェルシー                   | 2011-12  | プレミアリーグ | 8        | 0        | 1        | 0        | 3        | 0        | 0        | 0        | 0      | 0      | 12   | 0    |
| チェルシー                   | 通算     | 通算           | 8        | 0        | 1        | 0        | 3        | 0        | 0        | 0        | 0      | 0      | 12   | 0    |
| WBA                          | 2012-13  | プレミアリーグ | 35       | 17       | 2        | 0        | 1        | 0        | -        | -        | 0      | 0      | 38   | 17   |
| WBA                          | 通算     | 通算           | 35       | 17       | 2        | 0        | 1        | 0        | -        | -        | 0      | 0      | 38   | 17   |
| チェルシー                   | 2013-14  | プレミアリーグ | 2        | 0        | -        | -        | -        | -        | -        | -        | 1      | 0      | 3    | 0    |
| チェルシー                   | 通算     | 通算           | 2        | 0        | -        | -        | -        | -        | -        | -        | 1      | 0      | 3    | 0    |
| エヴァートン                 | 2013-14  | プレミアリーグ | 31       | 15       | 1        | 1        | 1        | 0        | -        | -        | 0      | 0      | 33   | 16   |
| エヴァートン                 | 2014-15  | プレミアリーグ | 36       | 10       | 2        | 2        | 1        | 0        | 9        | 8        | 0      | 0      | 48   | 20   |
| エヴァートン                 | 2015-16  | プレミアリーグ | 37       | 18       | 3        | 3        | 6        | 4        | -        | -        | 0      | 0      | 46   | 25   |
| エヴァートン                 | 2016-17  | プレミアリーグ | 37       | 25       | 1        | 1        | 1        | 0        | -        | -        | 0      | 0      | 39   | 26   |
| エヴァートン                 | 通算     | 通算           | 141      | 68       | 7        | 7        | 9        | 4        | 9        | 8        | 0      | 0      | 166  | 87   |
| マンチェスター・ユナイテッド | 2017-18  | プレミアリーグ | 34       | 16       | 6        | 5        | 2        | 0        | 8        | 5        | 1      | 1      | 51   | 27   |
| マンチェスター・ユナイテッド | 2018-19  | プレミアリーグ | 32       | 12       | 3        | 1        | 1        | 0        | 9        | 2        | 0      | 0      | 45   | 15   |
| マンチェスター・ユナイテッド | 通算     | 通算           | 66       | 28       | 9        | 6        | 3        | 0        | 17       | 7        | 1      | 1      | 96   | 42   |
| インテル                     | 2019-20  | セリエA        | 36       | 23       | 4        | 2        | -        | -        | 11       | 9        | 0      | 0      | 51   | 34   |
| インテル                     | 2020-21  | セリエA        | 36       | 24       | 3        | 2        | -        | -        | 5        | 4        | 0      | 0      | 44   | 30   |
| インテル                     | 通算     | 通算           | 72       | 47       | 7        | 4        | -        | -        | 16       | 13       | 0      | 0      | 95   | 64   |
| チェルシー                   | 2021-22  | プレミアリーグ | 26       | 8        | 6        | 3        | 4        | 0        | 6        | 2        | 2      | 2      | 44   | 15   |
| インテル                     | 2022–23  | セリエA        | 25       | 10       | 4        | 1        | —        | —        | 8        | 3        | 0      | 0      | 37   | 14   |
| ローマ                       | 2023–24  | セリエA        | 32       | 13       | 2        | 1        | —        | —        | 13       | 7        | —      | —      | 47   | 21   |
| ナポリ                       | 2024–25  | セリエA        | 36       | 14       | 2        | 0        | —        | —        | —        | —        | —      | —      | 2    | 2    |
| 総通算                       | 総通算   | 総通算         | 432      | 206      | 31       | 17       | 16       | 4        | 64       | 36       | 2      | 1      | 509  | 252  |

## 代表歴

### 出場大会
- ベルギー代表
  - 2014年 - 2014 FIFAワールドカップ（ベスト8）
  - 2016年 - UEFA EURO 2016（ベスト8）
  - 2018年 - 2018 FIFAワールドカップ（3位）
  - 2018年 - UEFAネーションズリーグ2018-19
  - 2020年 - UEFAネーションズリーグ2020-21
  - 2021年 - UEFA EURO 2020（ベスト16）
  - 2022年 - 2022 FIFAワールドカップ（グループリーグ敗退）
  - 2024年 - UEFA EURO 2024（ベスト16）

### 試合数
- 国際Aマッチ 120試合 85得点（2010年 - ）[70]

| ベルギー代表 | 国際Aマッチ | 国際Aマッチ |
| 年           | 出場        | 得点        |
| ------------ | ----------- | ----------- |
| 2010         | 8           | 2           |
| 2011         | 5           | 0           |
| 2012         | 5           | 1           |
| 2013         | 8           | 2           |
| 2014         | 11          | 6           |
| 2015         | 5           | 0           |
| 2016         | 14          | 11          |
| 2017         | 9           | 9           |
| 2018         | 14          | 14          |
| 2019         | 5           | 7           |
| 2020         | 5           | 5           |
| 2021         | 12          | 11          |
| 2022         | 3           | 0           |
| 2023         | 9           | 15          |
| 2024         | 7           | 2           |
| 通算         | 120         | 85          |

### 代表での得点
| #   | 開催日         | 開催地                                               | 対戦国                   | スコア | 結果 | 大会                          |
| --- | -------------- | ---------------------------------------------------- | ------------------------ | ------ | ---- | ----------------------------- |
| 1   | 2010年11月17日 | ヴォロネジ、セントラル・プロフソユーズ・スタジアム   | ロシア                   | 0–1    | 0–2  | 親善試合                      |
| 2   | 2010年11月17日 | ヴォロネジ、セントラル・プロフソユーズ・スタジアム   | ロシア                   | 0–2    | 0–2  | 親善試合                      |
| 3   | 2012年8月15日  | ブリュッセル、ボードゥアン国王競技場                 | オランダ                 | 3–2    | 4–2  | 親善試合                      |
| 4   | 2013年10月11日 | ザグレブ、スタディオン・マクシミール                 | クロアチア               | 0–1    | 1–2  | 2014 FIFAワールドカップ予選   |
| 5   | 2013年10月11日 | ザグレブ、スタディオン・マクシミール                 | クロアチア               | 0–2    | 1–2  | 2014 FIFAワールドカップ予選   |
| 6   | 2014年6月1日   | ストックホルム、フレンズ・アレーナ                   | スウェーデン             | 0–1    | 0–2  | 親善試合                      |
| 7   | 2014年7月1日   | サルヴァドール、アレーナ・フォンチ・ノヴァ           | アメリカ合衆国           | 2–0    | 2–1  | 2014 FIFAワールドカップ       |
| 8   | 2014年11月12日 | ブリュッセル、ボードゥアン国王競技場                 | アイスランド             | 3–1    | 3–1  | 親善試合                      |
| 9   | 2016年3月29日  | レイリア、エスタディオ・Dr. マガリャンイス・ペッソア | ポルトガル               | 2–1    | 2–1  | 親善試合                      |
| 10  | 2016年5月28日  | ジュネーヴ、スタッド・ドゥ・ジュネーヴ               | スイス                   | 1–1    | 1–2  | 親善試合                      |
| 11  | 2016年6月1日   | ブリュッセル、ボードゥアン国王競技場                 | フィンランド             | 1–1    | 1–1  | 親善試合                      |
| 12  | 2016年6月5日   | ブリュッセル、ボードゥアン国王競技場                 | ノルウェー               | 1–0    | 3–2  | 親善試合                      |
| 13  | 2016年6月18日  | ボルドー、ヌーヴォ・スタッド・ド・ボルドー           | アイルランド             | 1–0    | 3–0  | UEFA EURO 2016                |
| 14  | 2016年6月18日  | ボルドー、ヌーヴォ・スタッド・ド・ボルドー           | アイルランド             | 3–0    | 3–0  | UEFA EURO 2016                |
| 15  | 2016年9月6日   | ニコシア、GSPスタジアム                              | キプロス                 | 0–1    | 0–3  | 2018 FIFAワールドカップ予選   |
| 16  | 2016年9月6日   | ニコシア、GSPスタジアム                              | キプロス                 | 0–2    | 0–3  | 2018 FIFAワールドカップ予選   |
| 17  | 2016年10月7日  | ブリュッセル、ボードゥアン国王競技場                 | ボスニア・ヘルツェゴビナ | 4–0    | 4–0  | 2018 FIFAワールドカップ予選   |
| 18  | 2016年11月13日 | ブリュッセル、ボードゥアン国王競技場                 | エストニア               | 7–1    | 8–1  | 2018 FIFAワールドカップ予選   |
| 19  | 2016年11月13日 | ブリュッセル、ボードゥアン国王競技場                 | エストニア               | 8–1    | 8–1  | 2018 FIFAワールドカップ予選   |
| 20  | 2017年3月25日  | ブリュッセル、ボードゥアン国王競技場                 | ギリシャ                 | 1–1    | 1–1  | 2018 FIFAワールドカップ予選   |
| 21  | 2017年8月31日  | リエージュ、スタッド・モーリス・デュフラン           | ジブラルタル             | 3–0    | 9–0  | 2018 FIFAワールドカップ予選   |
| 22  | 2017年8月31日  | リエージュ、スタッド・モーリス・デュフラン           | ジブラルタル             | 5–0    | 9–0  | 2018 FIFAワールドカップ予選   |
| 23  | 2017年8月31日  | リエージュ、スタッド・モーリス・デュフラン           | ジブラルタル             | 9–0    | 9–0  | 2018 FIFAワールドカップ予選   |
| 24  | 2017年9月3日   | スタディオ・ヨルギオス・カライスカキス、ピレウス     | ギリシャ                 | 1–2    | 1–2  | 2018 FIFAワールドカップ予選   |
| 25  | 2017年10月10日 | ブリュッセル、ボードゥアン国王競技場                 | キプロス                 | 4–0    | 4–0  | 2018 FIFAワールドカップ予選   |
| 26  | 2017年11月10日 | ブリュッセル、ボードゥアン国王競技場                 | メキシコ                 | 2–1    | 3–3  | 親善試合                      |
| 27  | 2017年11月10日 | ブリュッセル、ボードゥアン国王競技場                 | メキシコ                 | 3–3    | 3–3  | 親善試合                      |
| 28  | 2017年11月14日 | ブルッヘ、ヤン・ブレイデルスタディオン               | 日本                     | 1–0    | 1–0  | 親善試合                      |
| 29  | 2018年3月27日  | ブリュッセル、ボードゥアン国王競技場                 | サウジアラビア           | 1–0    | 4–0  | 親善試合                      |
| 30  | 2018年3月27日  | ブリュッセル、ボードゥアン国王競技場                 | サウジアラビア           | 2–0    | 4–0  | 親善試合                      |
| 31. | 2018年6月7日   | ブリュッセル、ボードゥアン国王競技場                 | エジプト                 | 1-0    | 3-0  | 親善試合                      |
| 32. | 2018年6月12日  | ブリュッセル、ボードゥアン国王競技場                 | コスタリカ               | 2-0    | 4–1  | 親善試合                      |
| 33. | 2018年6月12日  | ブリュッセル、ボードゥアン国王競技場                 | コスタリカ               | 3-0    | 4–1  | 親善試合                      |
| 34. | 2018年6月18日  | ソチ、フィシュト・オリンピックスタジアム             | パナマ                   | 2-0    | 3–0  | 2018 FIFAワールドカップ       |
| 35. | 2018年6月18日  | ソチ、フィシュト・オリンピックスタジアム             | パナマ                   | 3-0    | 3–0  | 2018 FIFAワールドカップ       |
| 36. | 2018年6月23日  | モスクワ、スパルタク・スタジアム                     | チュニジア               | 2-0    | 5–2  | 2018 FIFAワールドカップ       |
| 37. | 2018年6月23日  | モスクワ、スパルタク・スタジアム                     | チュニジア               | 3-1    | 5–2  | 2018 FIFAワールドカップ       |
| 38. | 2018年9月8日   | グラスゴー、ハムデン・パーク                         | スコットランド           | 1-0    | 4–0  | 親善試合                      |
| 39. | 2018年9月11日  | レイキャヴィーク、ラウガルタルスヴェルル             | アイスランド             | 2-0    | 3–0  | UEFAネーションズリーグ2018-19 |
| 40. | 2018年9月11日  | レイキャヴィーク、ラウガルタルスヴェルル             | アイスランド             | 3-0    | 3–0  | UEFAネーションズリーグ2018-19 |
| 41. | 2018年10月12日 | ブリュッセル、ボードゥアン国王競技場                 | スイス                   | 1-0    | 2–1  | UEFAネーションズリーグ2018-19 |
| 42. | 2018年10月12日 | ブリュッセル、ボードゥアン国王競技場                 | スイス                   | 2-1    | 2–1  | UEFAネーションズリーグ2018-19 |
| 43. | 2019年6月8日   | ブリュッセル、ボードゥアン国王競技場                 | カザフスタン             | 3–0    | 3–0  | UEFA EURO 2020予選            |
| 44. | 2019年6月11日  | ブリュッセル、ボードゥアン国王競技場                 | スコットランド           | 1–0    | 3–0  | UEFA EURO 2020予選            |
| 45. | 2019年6月11日  | ブリュッセル、ボードゥアン国王競技場                 | スコットランド           | 2–0    | 3–0  | UEFA EURO 2020予選            |
| 46. | 2019年9月9日   | グラスゴー、ハムデン・パーク                         | スコットランド           | 1–0    | 4–0  | UEFA EURO 2020予選            |
| 47. | 2019年10月10日 | ブリュッセル、ボードゥアン国王競技場                 | サンマリノ               | 1–0    | 9–0  | UEFA EURO 2020予選            |
| 48. | 2019年10月10日 | ブリュッセル、ボードゥアン国王競技場                 | サンマリノ               | 4–0    | 9–0  | UEFA EURO 2020予選            |
| 49. | 2019年11月16日 | サンクトペテルブルク、ガスプロム・アリーナ           | ロシア                   | 4–0    | 4–1  | UEFA EURO 2020予選            |
| 50. | 2020年10月11日 | ロンドン、ウェンブリー・スタジアム                   | イングランド             | 1–0    | 1–2  | UEFAネーションズリーグ2020-21 |
| 51. | 2020年10月14日 | レイキャヴィーク、ラウガルタルスヴェルル             | アイスランド             | 1–0    | 2–1  | UEFAネーションズリーグ2020-21 |
| 52. | 2020年10月14日 | レイキャヴィーク、ラウガルタルスヴェルル             | アイスランド             | 2–1    | 2–1  | UEFAネーションズリーグ2020-21 |
| 53. | 2020年11月18日 | ルーヴェン、デン・ドレーフ                           | デンマーク               | 2–1    | 4–2  | UEFAネーションズリーグ2020-21 |
| 54. | 2020年11月18日 | ルーヴェン、デン・ドレーフ                           | デンマーク               | 3–1    | 4–2  | UEFAネーションズリーグ2020-21 |
| 55. | 2021年3月24日  | ルーヴェン、デン・ドレーフ                           | ウェールズ               | 3–1    | 3–1  | 2022 FIFAワールドカップ予選   |
| 56. | 2021年3月27日  | プラハ、シノー・ティップ・アレナ                     | チェコ                   | 1–1    | 1–1  | 2022 FIFAワールドカップ予選   |
| 57. | 2021年6月6日   | ブリュッセル、ボードゥアン国王競技場                 | クロアチア               | 1–0    | 1–0  | 親善試合                      |
| 58. | 2021年6月12日  | サンクトペテルブルク、ガスプロム・アリーナ           | ロシア                   | 1–0    | 3–0  | UEFA EURO 2020                |
| 59. | 2021年6月12日  | サンクトペテルブルク、ガスプロム・アリーナ           | ロシア                   | 3–0    | 3–0  | UEFA EURO 2020                |
| 60. | 2021年6月21日  | サンクトペテルブルク、ガスプロム・アリーナ           | フィンランド             | 2–0    | 2–0  | UEFA EURO 2020                |
| 61. | 2021年7月2日   | ミュンヘン アリアンツ・アリーナ                      | イタリア                 | 1-2    | 1-2  | UEFA EURO 2020                |
| 62. |                |                                                      |                          |        |      |                               |

※上記のほかに2014年5月26日のルクセンブルク戦でハットトリックを達成しているが、この試合ではルールで定められている以上の選手交代が行われたため、同試合および得点はFIFA非公認記録となっている。

## タイトル

### クラブ
RSCアンデルレヒト
- ジュピラー・プロ・リーグ：2009-10

チェルシーFC
- FAカップ：2011-12
- FIFAクラブワールドカップ：2022

インテル・ミラノ
- セリエA：2020-21
- コッパ・イタリア：2022-23
- スーペルコッパ・イタリアーナ：2022-23

ナポリ
- セリエA：2024-25

### 個人
- ジュピラー・プロ・リーグ得点王：2009-10
- ベルギー・エボニー・シュー：2011
- UEFAヨーロッパリーグ得点王：2014-15
- プレミアリーグ月間最優秀選手：2017年3月
- PFA年間ベストイレブン：2016-17
- 2018 FIFAワールドカップ・ブロンズブーツ賞：2018
- セリエA MVP：2020-21
- UEFA EURO大会ベストイレブン：2021